# Bobby Orr

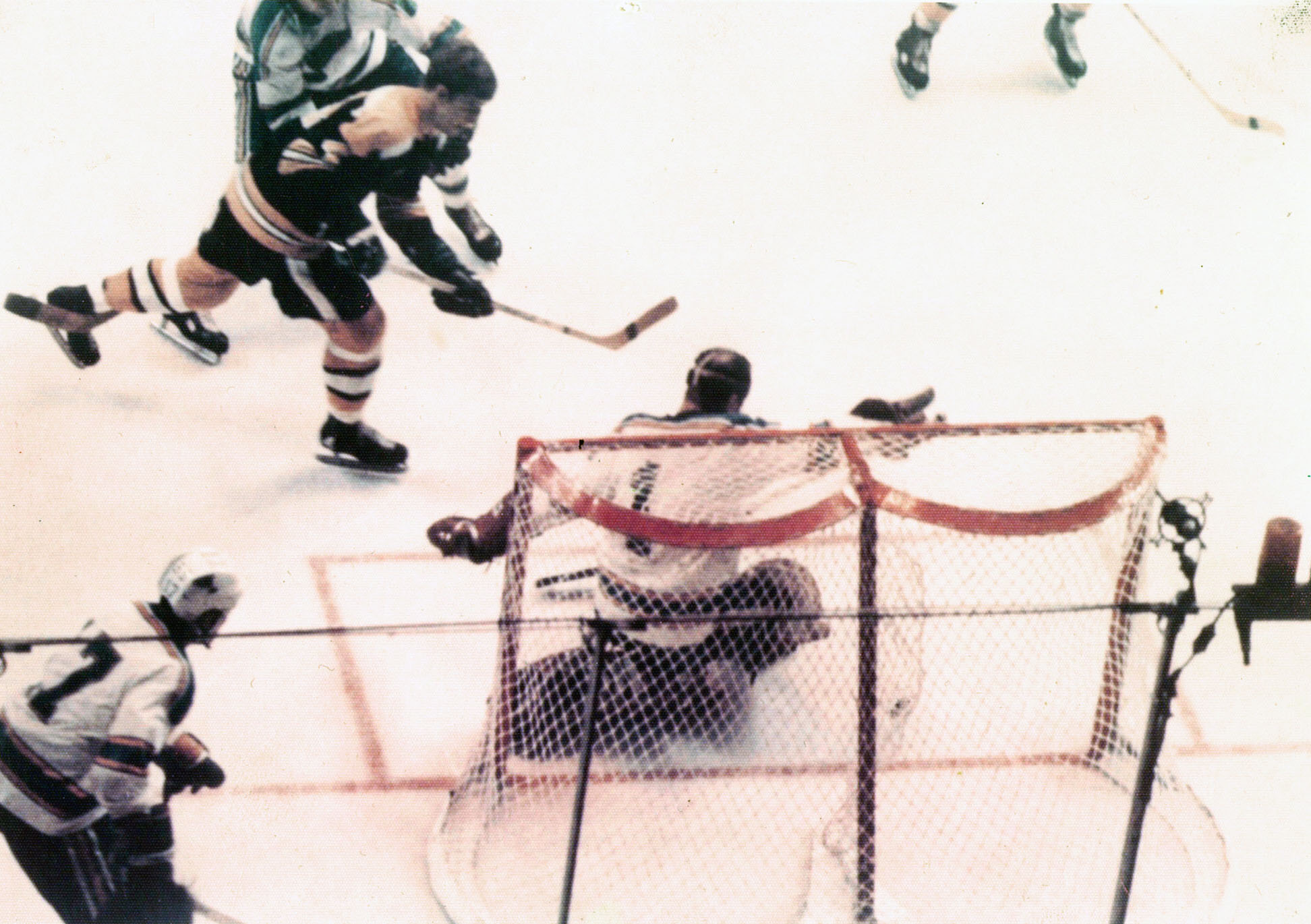
Orr momentos antes de marcar "El Gol," en la final de 1970 de la Stanley Cup.

Robert Gordon Orr, Bobby Orr, también conocido como Oc, es un exjugador profesional canadiense de hockey sobre hielo, ampliamente reconocido como uno de los mejores de todos los tiempos. Orr usó su velocidad de patinaje sobre hielo, su puntuación y sus habilidades para crear jugadas que revolucionaron la posición de defensa. Jugó en la Liga Nacional de Hockey (NHL) durante 12 temporadas, las primeras 10 con los Boston Bruins, seguidas de dos con los Chicago Blackhawks. Sigue siendo el único defensa que ha ganado el título de goleador de la liga con dos trofeos Art Ross. Tiene el récord de más puntos y asistencias en una sola temporada para un defensa. Ganó un récord de ocho Trofeos Norris consecutivos como el mejor defensa de la NHL y tres Trofeos Hart consecutivos como el jugador más valioso (MVP) de la liga. Orr fue incluido en el Salón de la fama del hockey en 1979 a los 31 años, siendo el más joven en ese momento. En 2017, la Liga Nacional de Hockey lo nombró como uno de los "100 mejores jugadores de la NHL" de la historia. Después de su carrera en el hockey, se convirtió en un cazatalentos muy conocido para muchos equipos profesionales. También pasa tiempo hablando y asesorando a jóvenes patinadores.

## Biografía
Orr nació el 20 de marzo de 1948 en la ciudad de Parry Sound, en las costas de Bahía Georgiana en Ontario, Canadá. Su abuelo, Robert Orr, era un jugador profesional de fútbol de primer nivel que emigró de Ballymena, Irlanda del Norte  a Parry Sound a principios del siglo XX. Su padre, Doug Orr, una vez había sido un prospecto de hockey y fue invitado a unirse a las Gaviotas de Atlantic City en 1942, pero rechazó la oferta. En cambio, Doug se unió a la Marina Real Canadiense, sirviendo durante la Segunda Guerra Mundial. Regresó después de la guerra a Parry Sound junto con Arva Steele, con quien se había casado antes de marcharse, y a un trabajo en la fábrica de dinamita CIL. El matrimonio tuvo cinco hijos juntos: Patricia, Ronnie, Bobby, Penny y Doug Jr.

## Carrera
Orr mostró su talento para el hockey desde una edad temprana. Aunque era pequeño y algo frágil, pronto fue capaz de patinar más rápido que nadie de su edad, la velocidad que demostró en las carreras alrededor de la pista y en los juegos. Hasta los diez años, jugó como delantero. Su entrenador, el exjugador de la NHL Bucko McDonald, lo cambió a la defensa y lo animó a usar su talento como manejador de palos, patinador y anotador para hacer carreras ofensivas. Según McDonald: "Solía decirle a Doug que el niño estaba en su posición natural cuando jugaba de defensa. No tenías que ser un genio para ver eso, honestamente. No creo que Doug estuviera de acuerdo, pero aceptó mi decisión." Más tarde, Orr le daría crédito a McDonald: "Bucko me enseñó casi todo lo que sé".
Fue descubierto por los Boston Bruins en la primavera de 1961, jugando en un torneo de hockey juvenil en Gananoque, Ontario. Wren Blair de The Bruins realizó visitas regulares al hogar de los Orr y lo describió como "una combinación de Doug Harvey y Eddie Shore".  En el otoño de 1961, los Bruins invirtieron CA $ 1000 (8726 en dólares de 2020) para patrocinar su equipo de hockey menor. Aunque otros tres equipos de la NHL (Toronto Maple Leafs, Detroit Red Wings y Los Montreal Canadiens) se interesaron por Orr, que firmó en 1962 con los Bruins.
Orr debutó en junior en la temporada 1962–63 para los nuevos Generals en la nueva Metro Junior A League. Tenía catorce años y competía contra jóvenes de dieciocho, diecinueve y veinte años. La temporada 1963–64 trajo más cambios cuando la Liga Metro se retiró y Oshawa se unió a la Asociación de Hockey de Ontario (OHA). Orr se mudó a Oshawa, donde comenzó a asistir a la escuela secundaria RS McLaughlin y se alojó con una familia local. Anotó 29 anotaciones para establecer un récord juvenil como defensa y fue incluido en el primer equipo All-Star de la OHA.
Sus registros aumentaron anualmente durante su carrera junior, y fue incluido en el equipo First-All Star cada temporada que estuvo en la OHA. Orr tuvo su mejor temporada en 1965–66, su cuarta temporada como junior. Anotó 38 puntos para aumentar su récord y terminó con 94 puntos para promediar dos puntos por partido para los Generales. Los Generales terminaron cuartos en la liga, pero ganaron el campeonato de la OHA, la Copa J. Ross Robertson, al derrotar a los St. Catharines Black Hawks, los Montreal Junior Canadiens y los Kitchener Rangers. El equipo derrotó a los campeones del norte de Ontario, North Bay Trappers, y a los campeones de Quebec, Shawinigan Bruins para ganar un lugar en la Final de la Copa Memorial para el campeonato juvenil de Canadá.

## Estilo de juego
Cuando Orr y los Bruins visitaban las ciudades, solían agotarse las entradas. Según el antiguo entrenador y director general de los Bruins, Harry Sinden, "Bobby se convirtió en una estrella de la NHL más o menos cuando tocaron el Himno Nacional en su primer partido con nosotros". El columnista Dan Shaughnessy de The Boston Globe escribió que durante los "años de Orr. Los Bruins fueron la principal atracción de nuestra ciudad todos los días durante cinco temporadas. Eran más grandes que los Red Sox o los Celtics".
Orr inspiró el juego del hockey con su dominio del juego de dos bandas. El estilo ofensivo de Orr ha influido en innumerables defensas que le siguieron.
En contraste con el estilo de juego defensivo colgado hacia atrás que era común en los últimos años de la década de 1950 y 1960, Orr era conocido por su patinaje fluido y su carrera de extremo a extremo. Su rapidez le permitía estar donde estaba el disco, lo que le permitía no sólo marcar con eficacia, sino también defender cuando era necesario. Según Phil Esposito, de los Bruins, "no importaba lo rápido que fuera el rival, Bobby podía patinar más rápido que él si lo necesitaba en el marco de una jugada. Si le cogían en el hielo y el otro equipo tenía una carrera de hombres impares, era cuando se veía su gran velocidad. Rara vez no volvía para participar en la interrupción de la jugada". Orr también se benefició de jugar la mayor parte de su carrera en el Boston Garden, que era 2,7 metros más corto que la pista estándar de la NHL. Esto se adaptaba muy bien a su estilo de correr, ya que podía ir de un extremo del campo al otro más rápido que en una pista estándar.
El estilo de juego de Orr era duro para su rodilla izquierda, lo que le provocó lesiones y cirugías que acortaron su carrera. La rodilla izquierda recibió todo el castigo y fue operada "13 o 14" veces, según Orr. Orr era un jugador zurdo que jugaba por la derecha. Corría por la banda derecha con el disco e intentaba batir al defensa rival utilizando su velocidad y fuerza. Protegía el disco con la rodilla izquierda y mantenía el brazo izquierdo en alto para rechazar a los rivales. Esto le colocaba en una posición en la que un golpe de los defensores contrarios solía dar en la rodilla izquierda. Además, a menudo acababa chocando con el portero rival, con la red o con las bandas: "Era mi forma de jugar", dijo Orr. "Me gustaba llevar el disco y, si lo haces, te van a golpear. Ojalá hubiera jugado más tiempo, pero no me arrepiento". Orr declaró en 2008. "Tenía un estilo: cuando juegas, lo haces a tope. Intentaba hacer cosas. No quería quedarme sentado. Quería participar".
Su rodilla derecha no sufrió prácticamente ningún daño durante su carrera; en cambio, su rodilla izquierda parece "un mapa de carreteras del centro de Boston", según el periodista deportivo Bob McKenzie. Su rodilla izquierda se utilizó en un anuncio de MasterCard en 2008, y las líneas de sus cicatrices se utilizaron en una animación que conectaba cada logro con el año de la cicatriz individual. Según un artículo de Sports Illustrated de 2009, Orr se ha sometido desde entonces a dos cirugías de reemplzamiento  de la rodilla que le han dejado sin dolor.
Orr también tenía un tiro mortalmente preciso, como admitió el portero de los Philadelphia Flyers Bernie Parent: "Si su tiro va a la red, es gol". Orr usaba poca o ninguna cinta en su palo. En su autobiografía, Orr: My Story, dijo: "En mi caso, me gustaba la sensación del disco en la hoja sin ninguna cinta... Así que se me ocurrió la idea de que si tenía que tener cinta en el palo, usaría la mínima posible. A lo largo de los años, usé cada vez menos hasta que me quedé con una sola raya. Y al final acabé sin ninguna cinta".
El ex portero de los Montreal Canadiens, Ken Dryden, describió a Orr: "Cuando empezaba a moverse... la sensación fue única: Todos los Canadiens empezaban a retroceder en un pequeño pánico, como los playeros que ven venir una ola monstruosa. Llevó a otros con él; quería que participaran. Eso es lo que le hacía tan diferente: parecía una estampida de cinco jugadores avanzando hacia ti, y a su ritmo. Empujaba a sus compañeros de equipo, [porque] estás jugando con el mejor jugador de la liga y él te da el disco y no puedes estropearlo. Tenías que ser mejor que nunca".
El entrenador de los Philadelphia Flyers, Fred Shero, comentó después de las finales de la Copa Stanley de 1974: "Tenían a Orr y él puede hacer muchísimo. Pero nosotros tenemos 17 buenos jugadores de hockey y cada uno de ellos se puso. Eran 17 contra uno". Como los otros jugadores de los Bruins le pasaban el disco a Orr con frecuencia, y como la capacidad de patinaje de Orr dificultaba el seguimiento de un defensor asignado, Shero contraatacaba haciendo que "todas sus líneas de delanteros [de los Flyers] se arremolinaran frente a la red, normalmente en un patrón cruzado, para servir como bloques móviles en el camino de Orr".
Orr también era conocido por su mal carácter. El exentrenador Don Cherry cuenta un incidente ocurrido una noche en Los Ángeles durante un partido que los Bruins estaban perdiendo. A falta de un minuto, Orr sacó a uno de los Bruins del campo, abandonó el banquillo y atacó a un jugador de Los Angeles Kings. Al preguntarle por qué, Orr le dijo a Cherry: "Se estaba riendo de nosotros". Según Cherry, se peleaba mucho. En otra ocasión, en noviembre de 1967, Orr fue golpeado en la cara por un palo de Brian Conacher de los Toronto Maple Leafs. El compañero de equipo de Boston Johnny McKenzie aplastó a Conacher por detrás y comenzó a golpearlo. Orr, cortado y sangrando, se levantó del hielo, quitó a MacKenzie de encima de Conacher y empezó a dar puñetazos a Conacher. Conacher, que no se defendió, también recibió un puñetazo de los Bruins de Ken Hodge. Orr sería abucheado en Toronto a partir de esa fecha. Orr era frecuentemente comparado con Brad Park, que jugaba un estilo similar al de Orr y que más tarde sucedió a Orr como el mejor defensa de Boston, y ambos se enfrentaron a menudo en el campo, alimentando la amarga rivalidad entre los Bruins y los Rangers de Nueva York. Park dijo: "No vi ninguna razón para estar disgustado porque me clasificaran como segundo de Bobby Orr. Al fin y al cabo, Orr no sólo era el mejor defensa del juego, sino que se le consideraba el mejor jugador de la historia. No había nada de insultante en ser calificado como el número dos de una superestrella como él".

## Logros
Con doce temporadas y 657 juegos (de los cuales solo sus primeras nueve temporadas, con un total de 621 juegos, fueron completas), y solo jugando 47 juegos de NHL después de su 27 cumpleaños, alcanzó muchos registros y logros, algunos de los cuales todavía mantiene.
- Primer y único defensor en marcar nueve Hat tricks
- Primer defensor en anotar 30 goles (1969-70)[34] y 40 goles (1974-75) en una temporada.
- Único defensa ganador del Trofeo de Arte Ross como líder de la Liga en Puntaje (1969-70, 1974-75)
- Único defensa ganador del Premio Lester B Pearson
- Único ganador del Trofeo de Norris, Trofeo de Arte Ross, Trofeo de Hart y Conn Smythe Trofy en una temporada (1969-70)[35]
  - Nunca terminó una temporada completa con menos de +30.[36]
- Cuarto en la historia de la Liga con un promedio de Puntos de carrera de 1.393[37]

### Premios
- OHA All-Star Team – 1964, 1965, 1966[38]
- Galardonado con el Calder Memorial Trophy (novato del año) en 1967, el más joven de la historia, y el más joven en ganar un premio mayor de NHL hasta ese momento[39]
- Convocado al segundo equipo de All-Star en 1966-67[40]
- Ocho veces consecutivas convocado para el NHL First All-Star Team (1968-1975)[40]
- Premiado en ocho ocasiones consecutivas con el James Norris Trophy (desde 1968-1975)[41]
- Participó en el NHL All-Star Game ocho veces (de 1968 a 1975)
- Ganó el Art Ross Trophy en 1969-70[42]
- Mayor ganador del NHL Plus/Minus Award (1969, 1970, 1971, 1972, 1974 and 1975)
- Premiado con el Hart Memorial Trophy tres veces consecutivas (1970–1972)[42]
- Premiado con el Conn Smythe Trophy en 1970 y 1972, siendo el primer ganador en dos ocasiones del premio PlayOff MVP[43]
- Ganador de la Stanley Cup en 1970 y 1972[44]
- Ganó el Lou Marsh Trophy  como atleta canadiense del año 1970[45]
- Recibió el premio de la revista Sports Illustrated, deportista del año 1970[46]
- Votado como el mayor atleta en la historia en una encuesta de 1975, superando a estrellas de béisbol y baloncesto, como Ted Williams, Bill Russell y Bob Cousy.[47]
- Premiado con el Lester B. Pearson Award en 1975[41]
- Nombrado como MVP del torneo Copa de hockey sobre hielo Canadá en 1976[48]
- Premiado con el Lester Patrick Trophy en 1979[49]

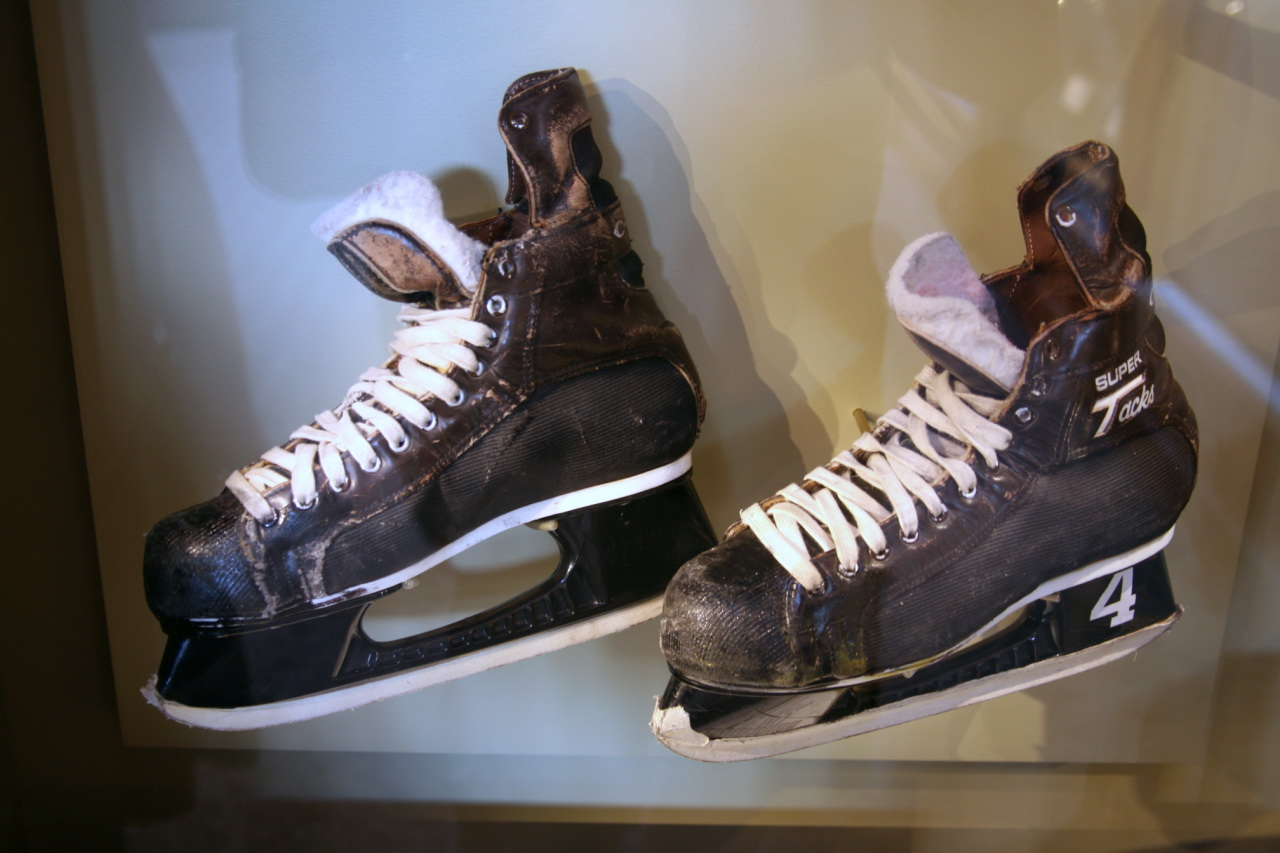
Patines usados por Orr en 1970, en la exhibición Orr del salón de la fama del hockey Hockey Hall of Fame. Orr fue incluido en 1979.

- Entrada al salón de la fama del hockey en 1979, a sus 31 años[50]
- Votado como el segundo jugador de hockey más grande de todos los tiempos por un Comité de Expertos en 1997. Orr está detrás de solo Wayne Gretzky y por delante de Gordie Howe, además de ser nombrado el principal defensor de todos los tiempos. Gretzky dijo que habría votado por Orr, o por su héroe, Gordie Howe.[51]
- Clasificado en el lugar 31 de ESPN entre los 50 atletas más grandes del siglo XX en 1999[52]
- Nombrado el principal defensor de todos los tiempos en 2010 por The Hockey News[53]

### Récords
- Más puntos en una temporada de la NHL como defensa (139; 1970–71)[54]
- Mayor cantidad de asistencias en una temporada de la NHL por parte de un defensa (102; 1970–71).[54]
- Mayor cantidad de temporadas de 100 puntos como defensa (1969–70 a 1974–75).
- Mayor +/- en una temporada de la NHL (+124; 1970–71)
- Más asistencias en un juego de la NHL por un defensa (6; empatado con Babe Pratt, Pat Stapleton, Ron Stackhouse, Paul Coffey y Gary Suter)[54]
- Uno de los dos jugadores en ganar cuatro premios importantes de la NHL en una temporada (Hart, Norris, Art Ross y Conn Smythe en 1970), así como el único en ganar los premios Norris y Art Ross en la misma temporada. El otro sería Alexander Ovechkin en 2007-08.[55][56]
- El gol más rápido desde el comienzo de la prórroga para hacerse con la Copa Stanley (0:40; 1970, juego 4)[57]

### Estadísticas como jugador con su equipo nacional
- Fue parte del equipo de Canadá de las Summit Series de 1972, pero no jugó debido a lesiones.
- Jugó con el equipo de Canadá en la Canada Cup de 1976.

#### Estadísticas internacionales
| Año  | Equipo | Evento                       | GP | G | A | Pts | PIM |
| ---- | ------ | ---------------------------- | -- | - | - | --- | --- |
| 1972 | Canadá | Summit Series (Canadá- URSS) | 0  | 0 | 0 | 0   | 0   |
| 1976 | Canadá | Canada Cup                   | 7  | 2 | 7 | 9   | 8   |